# Un drame en Livonie

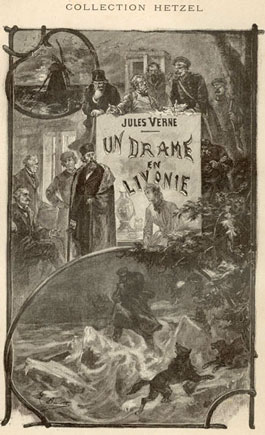
Frontispice du roman.

Un drame en Livonie est un roman policier de Jules Verne, paru en 1904.
En 1876, un innocent est accusé d'un meurtre qu'il n'a pas commis en Livonie (actuelle Estonie et Lettonie) ; en toile de fond, il y a l'hostilité entre, d'un côté, les Russes d'origine slave, pauvres, et, de l'autre, les Russes d'origine allemande, riches (bourgeois ou nobles).

## Historique
Le roman paraît d'abord en feuilleton dans le Magasin d'éducation et de récréation du 1er janvier au 15 juin 1904, puis en volume à partir du 7 juillet de la même année chez Hetzel.

## Résumé
En Livonie, l'employé de banque Poch qui transportait de l'argent est assassiné dans l'auberge de la Croix-Rompue (chapitre VI). Il était sur le point de se marier, ce qui émeut d'autant plus l'opinion publique. Le principal suspect est le professeur Dimitri Nicolef. Il était la seule personne présente, en dehors de l'aubergiste allemand Kroff, dans l'auberge. Le professeur est aussi le représentant des Slaves lors des prochaines élections municipales dans la ville de Riga, il doit de plus beaucoup d'argent (chapitre III) aux banquiers Johausen qui représentent les Allemands aux prochaines élections.
Ilka, la fille du professeur et son fils soutiennent leur père. Le fiancé d'Ilka, l'avocat Wladimir Yanof, est un prisonnier politique qui s'était enfui des mines de Sibérie. Il prend le risque de venir prouver l'innocence du professeur (chapitre XI) ; le tsar a la générosité d'amnistier le prisonnier en fuite (chapitre XII), au grand désarroi des bourgeois et nobles allemands. Le gendre Yanof fait une deuxième intervention pleine de générosité, mais qui s'avère désastreuse et semble prouver la culpabilité du professeur. Ce dernier s'enfuit et est retrouvé mort, semblant s'être suicidé (chapitre XIV). Sa fille elle-même est convaincue de sa culpabilité et refuse d'épouser l'avocat, se jugeant indigne de lui. Un deus ex machina résout le problème à la fin : le vrai assassin, l'aubergiste Kroff, sur le point de mourir d'une congestion pulmonaire, se confesse auprès d'un pope et révèle ce qu'il a fait pour que toutes les preuves s'accumulent contre le professeur.

## Constatations médico-légales
Le terme de constatations médico-légales existait déjà à l'époque (chapitre VI). Les traces du couteau ayant provoqué la mort de l'employé de banque sont relevées : il s'agit d'un couteau avec une virole à ressort (chapitre VII). Dans un précédent roman de Jules Verne (Les Frères Kip), la virole d'un kriss avait déjà servi à identifier avec précision l'arme de l'assassinat.
Le docteur Hamine, qui fait l'analyse médico-légale, est un ami de la famille. Il a beaucoup d'estime pour le professeur.

## L'affaire Dreyfus
Ce roman pourrait être inspiré de l'affaire Dreyfus. Jean-Jules Verne, le petit-fils de l'écrivain, dans la biographie de son grand-père, note : « Sans doute lui parut-il que la parution d’Un drame en Livonie, récit fondé sur une erreur judiciaire, serait mal venue en pleine affaire Dreyfus, en risquant de contribuer à l'effervescence des esprits. Ce roman était une belle illustration des pièges dans lesquels les juges pouvaient tomber et eût pu être tenu pour une prise de position. ». En effet, le roman fut rédigé bien avant sa parution. Verne écrit à son éditeur: « [...] car, vous le savez, 95, c'est L'Île à hélice, 96, c'est le Drame en Livonie, 97, c'est l’Orénoque, et tout cela est fait .».
À son tour, Olivier Dumas fait remarquer que le roman a été composé avant août 1894, donc qu'il n'a pu être influencé par l'affaire qui débute le 15 octobre 1894. « Qu'en revanche, son importance croissante empêche ensuite l'écrivain de faire paraître ce drame policier, rien d'étonnant... ». Jules Verne croyait à la culpabilité de Dreyfus et il n'y a aucune trace de combat contre l'antisémitisme dans ce livre. Par contre, il existe un autre livre de Jules Verne où il fait preuve d'antisémitisme : Hector Servadac, édité en 1877.

## Adaptations

### Adaptation en BD
- En 1999, une bande dessinée a été tirée de ce livre par le scénariste François Rivière et le dessinateur Serge Micheli.
- Un drame en Livonie a été adapté en bande dessinée en 2019 aux éditions Le sphinx des glaces
  - Scénario et dialogues : Marc Jakubowski.
  - Dessins : Éric Rückstühl.
  - 4e titre de la collection Jules Verne et ses Voyages.

### Adaptation en film
- En 1973, un film a été tiré de ce livre. Réalisé par Semion Aranovitch il a pour titre Le Fer à cheval cassé (Сломанная подкова).